# ティマンドラ (小惑星)
ティマンドラ (603 Timandra) は小惑星帯に位置する小惑星である。マサチューセッツ州タウントンでジョエル・ヘイスティングス・メトカーフによって発見された。
ギリシア神話に登場するヘレネーの異父姉妹ティーマンドラーにちなんで命名された。